# Bernardo Dovizi
Bernardo Dovizi o Divizi (Bibbiena, 4 de agosto de 1470 - Roma, 9 de noviembre de 1520), conocido popularmente como Bibbiena, fue un eclesiástico, diplomático y dramaturgo italiano.

## Biografía

### Primeros años
Hijo de Francesco Dovizi, que ejercía como notario en el valle de Casentino (Arezzo), y de Francesca Nutarrini, 
con apenas diez años marchó a Florencia acompañando a su hermano mayor Piero, que iba a la corte de los Médici para sustituir a Angelo Poliziano en la educación de los hijos de Lorenzo el Magnífico y Clarice Orsini, y que con los años llegaría a ejercer como canciller.
A partir de los dieciocho, Bibbiena comenzó a asumir papeles de relevancia en la vida política florentina, desempeñando diversas comisiones diplomáticas por cuenta de los Médici; hombre de confianza de Lorenzo y de su hijo Piero, se halló presente en las embajadas que la república envió en 1488 y 1492 a Inocencio VIII y Alejandro VI para confirmar las buenas relaciones entre Florencia y la Santa Sede, formó parte de la que en vísperas de la guerra italiana de 1494-1498 planteó al rey de Nápoles Alfonso II la necesidad de unirse en una liga contra la Francia de Carlos VIII, y tras el estallido de la guerra, exiliado en Bolonia junto a Piero, intervino en las que se presentaron ante el duque de Calabria Fernando de Aragón, el de Milán Ludovico Sforza o el senado de Venecia. 
No está claro si formaba parte del reducido séquito que acompañó al cardenal Giovanni de Médici en su viaje por Alemania, Países Bajos y Francia en 1499-1500. 
En 1504 murió Piero de Médici, y Bibbiena se trasladó a Roma como secretario del cardenal Giovanni de Médici. Durante los años siguientes fue consolidando su autoridad diplomática intermediando entre la paciencia de éste y el belicismo del papa Julio II en los años de la Guerra de la Liga de Cambrai, intervino en la liberación de Federico, hijo de la marquesa de Mantua Isabel de Este, que se hallaba como rehén de los venecianos, y sobre todo maniobró para que los Médici pudieran retomar el gobierno de Florencia, que desde 1502 se hallaba en manos de Piero Soderini.

### Apogeo
En febrero de 1513 murió Julio II, y en la elección papal que se siguió Bibbiena ofició como conclavista del cardenal de Médici; según algunos autores, hizo correr entre el Colegio Cardenalicio el rumor de que éste estaba gravemente enfermo y que viviría pocos meses, y los cardenales electores le dieron su voto buscando un pontificado breve de transición. 
Giovanni de Médici fue coronado papa como León X; Bibbiena fue inmediatamente nombrado tesorero general y protonotario apostólico, y en el consistorio de septiembre fue creado cardenal diácono de Santa Maria in Portico Octaviae; tres meses después recibió las órdenes menores. 
Administrador en distintos periodos de las diócesis de Pozzuoli, Coria y Coutances, abad in commendam de S. Maria Maddalena di Crema y de Aulps, participante del Concilio de Letrán V y prefecto de la Fábrica de San Pedro, fue el principal y más influyente consejero del papa durante los primeros años de su pontificado, oficiando como legado papal ante el emperador Maximiliano durante la Guerra de la Liga de Cambrai, ante Francesco Maria della Rovere en la Guerra de Urbino y ante Francisco I de Francia para conseguir su adhesión a una gran cruzada contra los turcos que nunca llegó a verificarse.
Calificado como un diplomático hábil y diligente, aunque oportunista y superficial, generoso y de ingenio agudo, jovial y cortés, fiel a los Médici en unos tiempos revueltos en que la lealtad era una rara virtud, y más dado a los placeres del mundo que a la vida eclesiástica, fue protector y amigo de destacados artistas y humanistas de su tiempo, como Rafael Sanzio, a quien encargó la decoración de la Stuffetta y que le retrató en su obra La batalla de Ostia, Baltasar Castiglione, que le representó como uno de los personajes de El cortesano, Pietro Bembo, Francesco della Mirandola, Jacopo Sannazaro, Filippo Beroaldo, Andrea Navagero, Demetrio Calcondila, Ludovico da Canossa, Francesco Berni, Lilio Gregorio Giraldi, Ludovico Ariosto, Camillo Paleotti, Giambattista Sanga o Giulio Sadoleto.
Fallecido en Roma a los cincuenta años de edad entre sospechas de envenenamiento, fue sepultado en la Basílica de Santa María en Aracoeli.

### La calandra
Además de una copiosa correspondencia y de un breve tratado sobre diplomacia titulado Sommario di alcuni ricordi generali del cardinal Bibiena che si possono dare ai nuntii et ministri, che negotiano per Principi, escribió una obra titulada La calandra, considerada una de las primeras grandes comedias en prosa en italiano, que fue en su época un éxito de crítica y de público: inspirada en los Menecmos de Plauto, fue estrenada en febrero de 1513 ante los duques de Urbino con la escenografía a cargo de Girolamo Genga, y durante los años siguientes fue representada repetidamente en las principales cortes de Italia y Francia y editada más de veinte veces hasta finales de siglo, sin contar las traducciones a varios idiomas. 
| - Paolo Giovio: Elogia doctorum virorum, pp. 140-142 (1557). - Girolamo Garimberto: Vite, overo fatti memorabili d'alcuni papi, et di tutti i cardinali passati, pp. 110-111 (1567). - Alfonso Chacón, Agostino Oldoino: Vitae, et res gestae pontificum romanorum et S.R.E. cardinalium, vol. III, p. 339 (1677). - Angelo Maria Bandini: Il Bibbiena o sia il ministro di Stato delineato nella vita del cardinale Bernardo Dovizi da Bibbiena (1758). - Giuseppe Pelli: Raccolta D'Elogi D'Uomini Illustri Toscani, vol. II, pp. 238-244 (1770). - Girolamo Tiraboschi: Storia della letteratura italiana, vol. VII, parte III, pp. 1907-1914 (1782). - Lorenzo Cardella: Memorie storiche de cardinali della Santa romana Chiesa, vol. IV, pp. 5-7 (1793). - Gaetano Moroni: Dizionario di erudizione storico-ecclesiastica, vol. XX, pp. 146-147 (1843). - Giorgio Padoan: La calandra, commedia elegantissima per messer Bernardo Dovizi da Bibbiena (1885). - Edoardo San Giovanni: Catholic Encyclopedia (1907). - Ludwig von Pastor: Historia de los papas, vol. VII y VIII (1908). - Konrad Eubel: Hierarchia catholica medii aevi, vol. III, pp. 13-18 (1913). - Raffaella Zaccaria: Dizionario Biografico degli Italiani, vol. 41 (1992). - Giorgio Patrizi: Dizionario Biografico degli Italiani, vol. 41 (1992). - Salvador Miranda: The cardinals of the Holy Roman Church (2013). |  | 1. 2. 3. 4. 5. 6. 7. 8. 9. 10. 11. 12. 13. 14. |

- Datos: Q823002
- Multimedia: Bernardo Dovizi da Bibbiena / Q823002